# Jean-Luc Jonrond
Jean-Luc Jonrond (Bron, 15 d'agost del 1966) és un exciclista francès, que fou professional entre el 1990 i el 1991. Actualment exerceix de director esportiu al Cofidis.

## Palmarès
- 1989
  - 1r al Gran Premi Mathias Nomblot
  - 1r al Tour del Bearn
- 1991
  - Vencedor d'una etapa del Circuit de La Sarthe